# Meri Trošelj
Meri Trošelj, riječka kantautorica, dobitnica Porina 2005. za najbolju vokalnu izvedbu, skladba "Speak to Me" koja se može naći na albumu "Infinity" Damira Halilića - Hala, poznatog hrvatskog i svjetskog gitarista i stalnog suradnika Meri Trošelj.

## Glazbena karijera
Nastupala je za riječki rock band Tadaima.
1987. godine nastupila je na Splitskom festivalu s pjesmom "Daj mi nježnosti".
1992. bila je članica pop funk soul sastava Dr. Doktor, koji je objavio samo jedan album pod nazivom "Rat i mir".
Kao vokal nastupala je za Elvis Stanić Group na albumima "Terra Sacra" (1997) i "Samba Mediterranea" iz 1999., te kao autorica teksta i glazbe, uz Damira Halilića - Hala, za Denise "Denise Denise" iz 1998.
Ko-autorica je teksta pjesme "Mala laž" Parnog valjka s albuma "Zastave" iz 2000.
Uz to, gostovala je kao glavni vokal u pjesmi "Don't Count on Me" s albuma "Just One Thing" (2007) grupe "Crooks & Straights".
Meri Trošelj je trenutačno vokalistica riječkog kvarteta Quartet Sensitive koji svoj glazbeni izričaj temelji na brazilskoj glazbenoj tradiciji bossa nova. Kvartet 2000. izdaje album "Afternoon with Jobim".
Kao jedna od rjeđe političkih angažiranih glazbenica na hrvatskoj sceni, krajem 2005. inspirirana nepravomoćnom presudom za klevetu novinarki Novog lista Slavici Mrkić Modrić objavila je o vlastitom trošku u obliku promo singla autorsku pjesmu "Ništa nije u redu" te ju posvetila slobodi medija. Meri Trošelj je sudjelovala i u sklopu UNICEF-ove akcije "Svako dijete treba obitelj", koncertom 22. svibnja 2005. na zagrebačkom Cvjetnom trgu.

## Diskografija
- Uzmi šutnju (1998.)